# Хвалынка
Хвалы́нка — село в Спасском районе Приморского края, входит в состав Хвалынского сельского поселения.

## География
Село Хвалынка — спутник города Спасск-Дальний, расстояние до северной окраины города около 2 км.
Село Хвалынка стоит на автотрассе «Уссури», по западной окраине села проходит железная дорога Хабаровск — Владивосток.
По северной окраине села Хвалынка протекает река Одарка.
Южнее села Хвалынка на восток от автотрассе «Уссури» идёт дорога к сёлам Славинка и Зеленовка.

## Население
| 1897 | 1900 | 1912  | 1916  | 1923  | 1926  | 1979  |
| ---- | ---- | ----- | ----- | ----- | ----- | ----- |
| 553  | ↗601 | ↗1027 | ↗1776 | ↘1113 | ↗1682 | ↘1019 |
| 2002 | 2010 |       |       |       |       |       |
| ↘951 | ↘774 |       |       |       |       |       |

## Улицы
| - ул. Колхозная, - ул. Кооперативная, - ул. Лазо, | - ул. Ленинская, - ул. Партизанская, - ул. Советская. |

## Экономика
Сельскохозяйственные предприятия Спасского района.

## Инфраструктура
В окрестностях села Хвалынка находятся садово-огородные участки жителей города Спасск-Дальний.